# Godzilla x Kong: The New Empire (soundtrack)
Godzilla x Kong: The New Empire is de originele soundtrack van de gelijknamige film uit 2024. Het album werd gecomponeerd door Tom Holkenborg en Antonio Di Iorio en uitgebracht op 22 maart 2024 door WaterTower Music. Het nummer "Godzilla x Kong: The New Empire (Main Title Theme)" werd eerder uitgebracht op 13 maart 2024 als single. Holkenborg, alias Junkie XL componeerde ook het vorige deel Godzilla vs. Kong uit de mediafranchise MonsterVerse.

## Tracklijst
Alle muziek is geschreven door Tom Holkenborg en Antonio Di Iorio.
| Nr. | Titel                                              | Duur |
| --- | -------------------------------------------------- | ---- |
| 1.  | Godzilla x Kong: The New Empire (Main Title Theme) | 2:50 |
| 2.  | Threatening Survival                               | 2:40 |
| 3.  | Monarch Base - Red Dream                           | 2:24 |
| 4.  | He's Arriving - Devastation                        | 2:58 |
| 5.  | Leaving Colosseum - New Dossier                    | 2:30 |
| 6.  | French Army                                        | 2:39 |
| 7.  | Friendship                                         | 2:19 |
| 8.  | New Entrances and Encounters                       | 2:32 |
| 9.  | Approaching the Lake                               | 1:57 |
| 10. | Hollow Earth's Nature                              | 1:16 |
| 11. | IWI Findings                                       | 4:07 |
| 12. | Ancient Creatures                                  | 3:46 |
| 13. | Memories Resurface                                 | 2:43 |
| 14. | Myth and Ritual                                    | 2:47 |
| 15. | New Kingdom                                        | 2:39 |
| 16. | Desperate Escape                                   | 2:55 |
| 17. | Broken                                             | 2:14 |
| 18. | Tech Project Upgrade                               | 2:57 |
| 19. | Divine and Glorious                                | 2:49 |
| 20. | Egypt Fight                                        | 2:32 |
| 21. | Collapsing Gravity                                 | 5:39 |
| 22. | Frozen Rio                                         | 3:50 |
| 23. | You Are My Home                                    | 1:38 |